# Astragalus iochrous
Astragalus iochrous är en ärtväxtart som beskrevs av Rupert Charles Barneby. Astragalus iochrous ingår i släktet vedlar, och familjen ärtväxter. Inga underarter finns listade i Catalogue of Life.